# FOLFIRINOX
FOLFIRINOX es el nombre que recibe una línea de quimioterapia indicada para el tratamiento del cáncer de páncreas.
Ha demostrado ser, hasta el momento, el tratamiento más efectivo respecto a la supervivencia en pacientes con cáncer de páncreas inoperables, por lo que se usa actualmente como primera línea de tratamiento. Como tal, compite en la actualidad con Abraxane, es decir, con la terapia basada en paclitaxel unido a albúmina en combinación con gemcitabina.

## Reseña histórica
La escasa investigación sobre nuevos tratamientos para el cáncer de páncreas ha hecho que la gemcitabina se usara hasta hace relativamente poco tiempo como única quimioterapia estándar, dando pobres resultados de mejora en la supervivencia. 
No fue hasta el año 2010 cuando, tras varias investigaciones, se saca a la luz un nuevo cóctel quimioterápico que habría dado esperanzadores resultados respecto a la monoterapia con gemcitabina. Se trataría de una combinación de cuatro fármacos, a la que se denominó FOLFIRINOX, denominación resultante del nombre de cada uno de los compuestos constituyentes: FOL (ácido folínico o leucovirina), F (5-fluorouracilo), IRIN (irinotecán) y OX (oxaliplatino). Los buenos resultados obtenidos hicieron que FOLFIRINOX sustituyera a la gemcitabina como tratamiento de primera línea para el cáncer de páncreas localmente avanzado o metastásico.
Si bien FOLFIRINOX había representado un gran avance respecto a la gemcitabina, uno de sus puntos débiles sería precisamente su alta toxicidad, por lo que solo los pacientes con buen estado de salud serían aptos para someterse a su administración. Como alternativa, en 2013 la Agencia Estadounidense de Alimentos y Medicamentos (FDA) comienza a administrar también como primera línea de tratamiento para el cáncer de páncreas avanzado Abraxane, de la farmacéutica Celgene, que resultaría de la combinación de gemcitabina más paclitaxel unido a nanopartículas de albúmina. Posteriormente su uso también se generalizaría en Europa. 
Así pues, desde 2013, FOLFIRINOX compite con Abraxane como primera línea de tratamiento para el cáncer de páncreas avanzado. Aunque Abraxane se presenta como una alternativa menos tóxica que FOLFIRINOX, sus resultados respecto a la supervivencia parecen ser menos satisfactorios, pero siempre mejores que los de la gemcitabina en monoterapia.

## Composición
FOLFIRINOX se trata de un multiquimioterápico, compuesto por los siguientes fármacos:
- FOL - Ácido folínico (leucovorina): vitamina B que potencia la eficacia terapéutica del fluorouracilo.
- F - 5-fluorouracilo (5-FU): análogo de la pirimidina y antimetabolito, que impide la duplicación del ADN.
- IRIN - Irinotecán: inhibidor de la topoisomerasa, que evita la replicación del ADN.
- OX - Oxaliplatino: antineoplásico derivado del platino, que impide la reparación del ADN.

## Administración
La administración de FOLFIRINOX suele efectuarse en un hospital de día u otro centro médico y debe contar con la autorización previa del oncólogo, quien tras evaluar y estudiar al paciente determinará las dosis y establecerá el protocolo de administración adecuado. Posteriormente la administración es efectuada por personal sanitario especializado en quimioterápicos, normalmente enfermeros del área.
La administración de FOLFIRINOX requiere que el paciente permanezca en el centro médico durante varias horas, así como que porte una bomba de infusión una vez haya abandonado el centro hospitalario, que deberá llevar hasta pasados dos días.
Previo a la administración de los fármacos, se suele efectuar hemograma para evaluar el estado general del paciente así como el grado de toxicidad durante los sucesivos ciclos. Posteriormente, si el paciente es apto para recibir la quimioterapia, se le suele administrar premedicación, como la dexametasona, para combatir los posibles efectos secundarios.
El ciclo de administración quimioterápico suele seguir el siguiente orden:
1. Infusión intravenosa del oxaliplatino durante dos horas.
2. Infusión intravenosa de la leucovorina durante dos horas.
3. Infusión intravenosa del irinotecán durante 30-90 minutos.
4. Inyección de fluorouracilo en bolo durante 3-5 minutos.
5. Infusión en bomba de fluorouracilo durante 46 horas.

Normalmente se administra un ciclo cada 15 días y, si el grado de toxicidad lo permite, se suele concluir el tratamiento una vez se han administrado doce ciclos.

## Resultados clínicos
Con independencia de cada caso clínico, se ha demostrado que FOLFIRINOX mejora la supervivencia en cuatro meses respecto a la monoterapia con gemcitabina (11,1 meses frente a 6,8 meses).
Respecto a Abraxane, aún faltan estudios que comparen su efectividad frente a FOLFIRINOX. No obstante, según el Instituto Nacional para la Salud y la Excelencia Clínica del Reino Unido (NICE), la información aportada por Celgene demostraba que FOLFIRINOX prolonga en mayor medida la supervivencia en comparación con su producto Abraxane.

## Efectos secundarios
Por el uso conjunto de tres agentes quimioterápicos, FOLFIRINOX suele ser altamente tóxico, por lo que solo los pacientes con buen estado de salud son aptos para someterse a este tratamiento quimioterápico.
- Datos: Q17144959

Los efectos secundarios más frecuentes son:
- Diarrea
- Náuseas
- Vómitos
- Anemia
- Fiebre
- Pérdida del apetito
- Astenia
- Pérdida de peso
- Dificultades respiratorias
- Afecciones bucales
- Enrojecimiento y sensibilidad de la piel
- Dolor de cabeza
- Neuropatía periférica

Otros efectos secundarios que han sido registrados son:
- Reacciones alérgicas
- Dolor de pecho
- Arritmia
- Fatiga y afecciones visuales
- Sequedad bucal
- Daño hepático
- Deshidratación
- Pérdida del sentido gustativo
- Depresión
- Alteraciones de la presión sanguínea